# Обсерватория Эхтяри
Обсерватория Эхтяри — астрономическая обсерватория, основанная в 1980-х годах в Эхтяри, Финляндия. Обсерватория опубликовала только одно наблюдение кометы Галлея в сентябре 1986 года.